# Centennial (Colorado)
Centennial je město v okresu Arapahoe County ve státě Colorado ve Spojených státech amerických. Je 11. největším městem v Coloradu. Nachází se asi 24 kilometrů jihovýchodně od centra Denveru, největšího města v Coloradu.
K roku 2020 zde žilo 108 418 obyvatel. S celkovou rozlohou 77 km² byla hustota zalidnění 1 409 obyvatel na km². Vznikl v roce 2001 sloučením několika nezačleněných komunit v okresu Arapahoe poté, co si v referendu konaném v roce 2000 odhlasovali obyvatelé těchto komunit. Jméno Centennial nese město od svého vzniku v roce 2001 jako odkaz na skutečnost, že v roce 1876 byl stát Colorado začleněn pod USA přesně jedno století (anglicky century) po vzniku USA. Nedaleko města leží letiště Centennial.